# St Paul’s Bay Tower

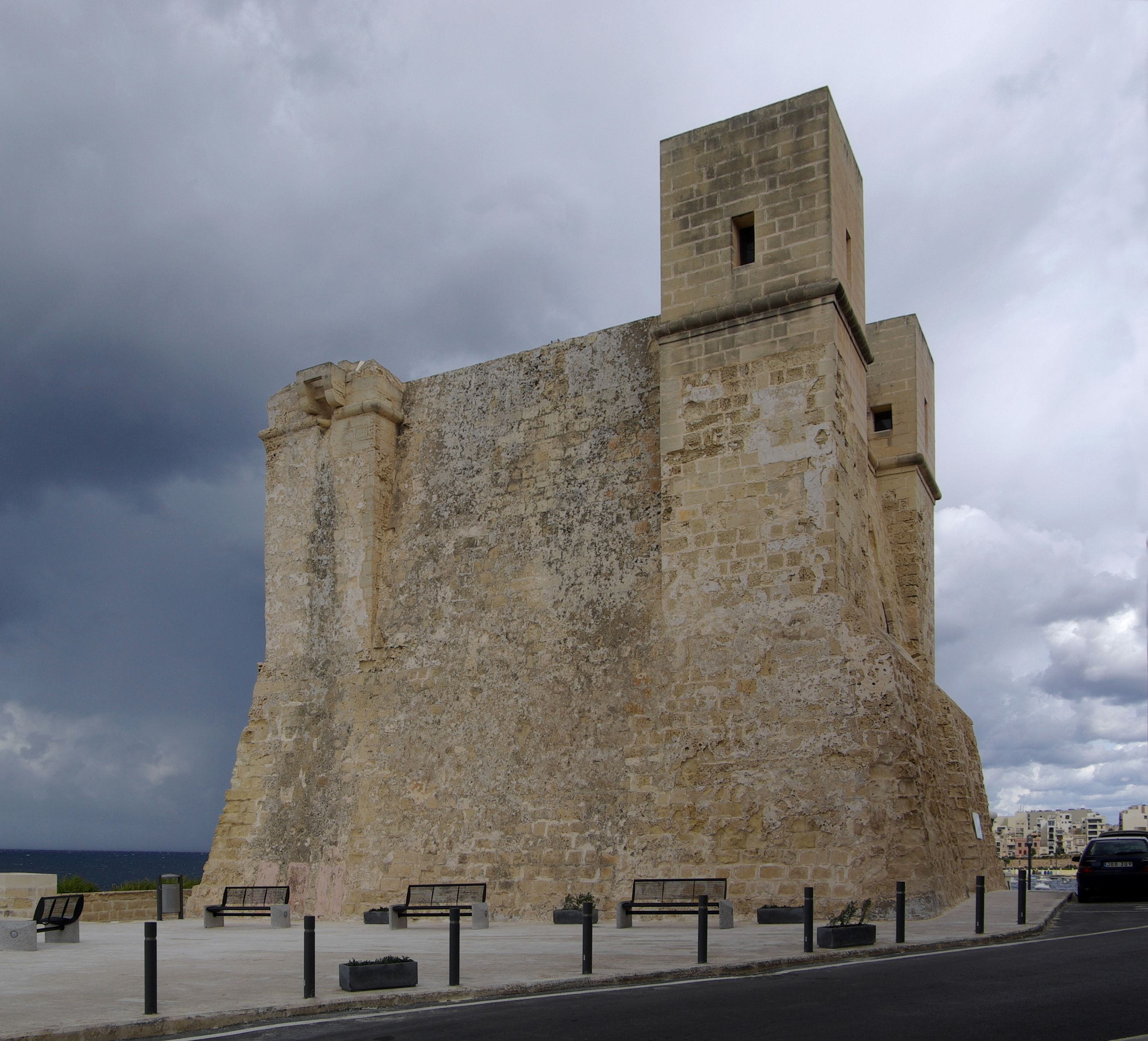
St Paul’s Bay Tower

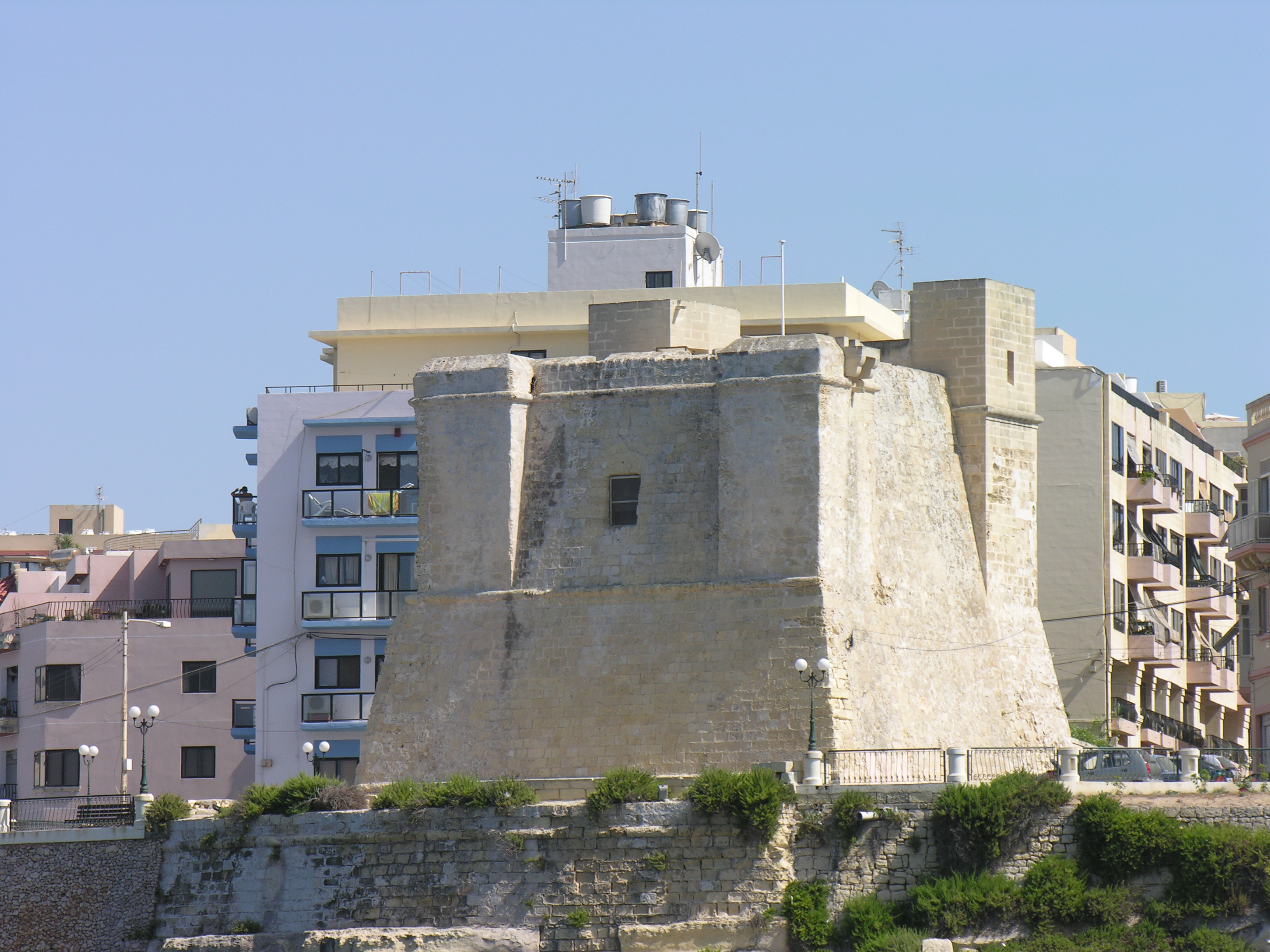
St Paul’s Bay Tower, Ansicht von der Seeseite

Der St Paul’s Bay Tower, auch Wignacourt Tower genannt, ist eine während der Zeit der Herrschaft des Johanniterordens 1609 erbaute Festung in Malta. Der Turm steht am Südufer der St Paul’s Bay. Er gehört zu einer Reihe von sechs Befestigungsanlagen, die während der Herrschaft des Großmeisters Alof de Wignacourt von 1609 bis 1620 erbaut worden sind und als Wignacourt Towers bezeichnet werden. Er wurde in das Nationale Inventar der Kulturgüter der maltesischen Inseln aufgenommen.

## Vorgeschichte
Die im Norden der Insel Malta gelegene Bucht von St. Paul wurde von osmanischen Truppen bereits 1551 als auch 1565 als Landungsplatz genutzt. Auch gingen hier immer wieder Korsaren an Land, die Dörfer auf der Insel überfielen und die Bevölkerung in die Sklaverei verschleppten. Obwohl diese Überfälle an sich nicht für die im Bereich des Grand Harbour liegenden Einrichtungen des Ordens waren, konnten diese doch beträchtliche Schäden anrichten und die Versorgung der Insel empfindlich stören. Die Verschleppung der indigenen Bevölkerung der Insel in die Sklaverei würde langfristig die Insel unbewohnbar machen und damit die Stellung der Johanniter insgesamt gefährden. Trotz ihrer Bedeutung war die Bucht lange Zeit unbefestigt geblieben. Erst 1609 ermöglichten die Ressourcen des Ordens den Bau einer Befestigungsanlage an dieser Stelle.

## Bau und Konstruktion
Der Entwurf des Turms wird dem maltesischen Architekten Vittorio Cassar zugeschrieben. Der Bau begann im Jahr 1609 und war bereits im Folgejahr abgeschlossen. Die Kosten beliefen sich auf 6.748 Scudi.
Der Turm hat einen quadratischen Grundriss und besitzt zwei Stockwerke. Der Turm hat vier Ecktürme. Die Ecktürme sind als Pseudobastionen ausgebildet. Jedoch waren die Flanken dieser Bastionen sehr schmal. Auch lag die Basis der Kurtine in einer Linie mit der der Türme. Dies verringerte die Effektivität des flankierenden Feuers. Zwei der vier Ecktürme überragten den Turm und dienten als Wetterschutz für Beobachtungsposten. Ursprünglich besaß der Turm Wehrerker. In beiden Stockwerken befindet sich je ein mit einem Tonnengewölbe überwölbter Lager- bzw. Unterkunftsraum. Der Zugang erfolgte über eine steinernen Treppe und eine Zugbrücke in das erste Stockwerk. Sowohl das fensterlose Untergeschoss als auch das flache Dach wurden über Treppen im Inneren des Turms erschlossen. Die Hauptbewaffnung war hinter der Brustwehr auf dem Dach aufgestellt.

## Britische Kolonialherrschaft
Zu Beginn der britischen Kolonialherrschaft wurde der Turm zunächst weiter genutzt. Pläne von 1813 zum Ausbau kamen nicht zur Ausführung. 1828 wurde der Abbruch aller von den Ordensrittern angelegten Türme, Redoubts und Batterien vorgeschlagen und 1832 auch verfügt, jedoch blieb der St Paul’s Bay Tower erhalten. Er wurde wie die anderen nicht mehr genutzten Türme an die lokalen Behörden übergeben.